# Orde d'Avís
L'Orde d'Avís fou un orde militar medieval del Regne de Portugal, fundat cap al 1166 amb el nom d’Orde d'Évora, nom que mantingué fins al 1211, quan en pren el nou. Integrat a la corona portuguesa en 1551, fou secularitzat en 1789 i desaparegué en 1834. Entre 1894 i 1910 i a partir de 1918 es restaurà com a orde de cavalleria honorífic amb el nom d'Orde Militar d'Avís.

## Història
Els ordes militars s'originaren a Palestina durant les Croades i, paral·lelament, a la península Ibèrica per a lluitar contra els musulmans en la reconquesta dels territoris. Entre aquests hi havia al regne de Castella, des del 1158, l'Orde de Calatrava, que havia adoptat la Regla de Sant Benet i les constitucions de l'Orde del Cister.

### Milícia d'Évora
Poc després de la fundació, a Portugal, comtat encara dependent de la corona de Castella, s'instal·laren cavallers de Calatrava. Alfons I de Portugal va conquerir Évora cap al 1165 i cap al 1175 va dotar amb béns a la ciutat als frares de Calatrava instal·lats a Portugal. Apareix llavors el nom de Milícia d'Évora o Frares de Santa Maria d'Évora aplicat a aquests cavallers. El rei va nomenar-ne mestre de l'orde a Portugal el seu fill Pere Alfons, separant-la de facto de l'Orde de Calatrava, tot i que de bon començament mantingueren l'obediència deguda al prior de l'orde a Castella. Van adoptar un hàbit blanc, com el dels cistercencs, i la creu flordelisada, similar a la de Calatrava, però canviant el color al verd. Aviat fou considerada com un "orde nacional" i funcionà de manera independent de Calatrava.

#### Llegenda de la fundació
Malgrat la dependència original de l'Orde de Calatrava, la historiografia portuguesa medieval va voler desvincular el seu orde nacional, creant una història paral·lela. Segons aquesta, en 1147, després de la reconquesta de Lisboa per croats normands, anglesos i portuguesos, un grup de nobles cavallers va decidir formar un orde per continuar lluitant com a croats contra els musulmans. A partir d'aquest grup, el rei Alfons I hauria encarregat a l'abat cistercenc Joan Cirita la redacció d'una regla en 1162, que seria aprovada i donaria lloc a la fundació de l'Orde d'Évora, per a la conquesta d'aquesta ciutat.

### Orde d'Avís
Quan Alfons II de Portugal prengué la ciutat d'Avís en 1211, la donà a l'Orde d'Évora, que n'instal·là la seu a aquesta ciutat, prenent llavors el nom d’Orde de Sant Benet d'Avís (Ordem de São Bento de Avis) o Orde d'Avís, que fou confirmat pel papa Innocenci III en 1214.

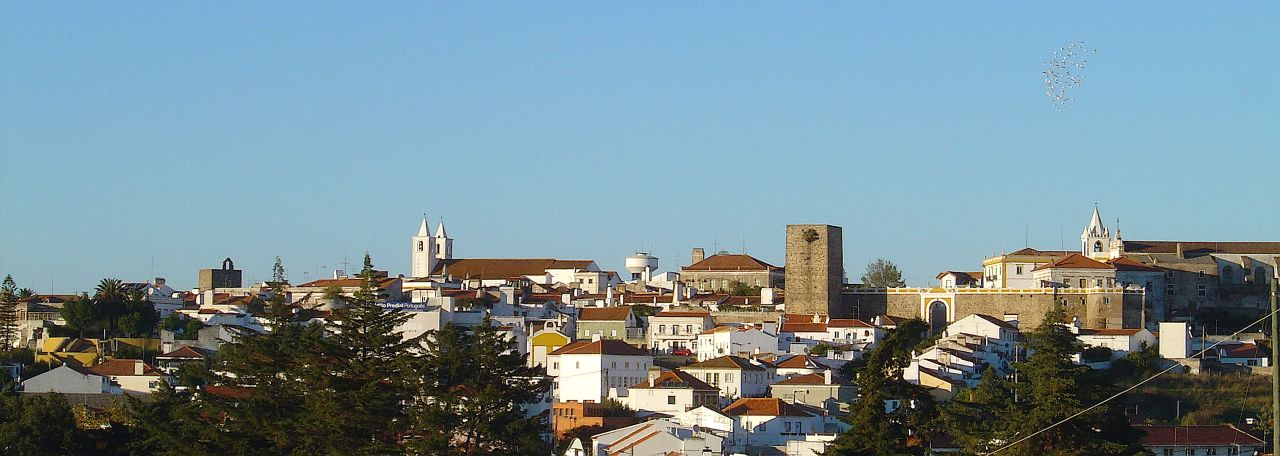
Castell d'Avís.

Versió antiga de la creu d'Avís.

En la pràctica, Avís va dependre de l'Orde de Calatrava fins al regnat de Pere I de Portugal, que la beneficià de tal manera, amb donacions i disposicions jurídiques, que va poder desvincular-se'n i esdevenir l'orde més important del regne, rival de l'Orde de Sant Jaume, tot i que el mestre d'Avis continuava reconeixent com a superior el gran mestre de Calatrava. En 1364, Pere I, a la mort del mestre d'Avís, va fer nou mestre el seu fill bastard Joan, que es convertiria en 1385 en rei com a Joan I. Aquest fet reforçà la vinculació entre la corona i l'orde, afavorint la seva trajectòria.
El mestre de l'orde fou sempre des de llavors un membre de la família real o nobles de confiança del rei, com Fernando Rodrigues de Sequeira. A partir de 1385, els cavallers van deixar de reconèixer el gran mestre castellà de Calatrava com a superior. Això va portar problemes que, units als originats pel Gran Cisma d'Occident (Portugal donava suport al papa de Roma, mentre que Castella el donava al d'Avinyó), no es van resoldre fins al Concili de Basilea-Ferrara-Florència de 1431.
En principi, els membres de l'orde no podien casar-se, al contrari que en altres ordes militars de llecs, la qual cosa va provocar nombroses infraccions i casos de concubinat. En 1402, el papa Alexandre VI va permetre el matrimoni als cavallers de l'orde, canviant el vot pel de fidelitat conjugal.
L'orde coneix llavors un període de gran activitat, amb les conquestes cristianes al Magrib, com les de Ceuta (1415) o el setge de Tànger (1437), on fou pres el mestre d'Avis Ferran de Portugal i Lancaster, que moriria al captiveri. El mestrat va passar en 1444 a Pere el Conestable de Portugal, fill del regent Pere de Portugal, duc de Coimbra i futur comte de Barcelona.
Foren mestres de l'orde el príncep Joan, després Joan II de Portugal) i el seu fill bastard Jordi de Lencastre; en morir aquest, en 1551, Joan III de Portugal va incorporar el gran mestrat de l'Orde d'Avís a la corona, i aquest deixà d'ésser un orde religiós. El mateix any, Juli III va permetre que els cavallers poguessin disposar lliurament dels seus béns eliminant el vot de pobresa.

## Avís com a orde de cavalleria
Des de llavors, l'orde fou un orde de cavalleria reservat als nobles i membres de la família reial, estatus confirmat en un decret de 1604. L'1 d'agost de 1789, Maria I de Portugal i el papa Pius VI intenten reformar l'orde i la secularitzen, juntament amb l'Orde de Sant Jaume i l'Orde de Crist, mantenint el gran mestrat vinculat a la corona.
El príncep regent Joan portà l'orde al Brasil i en 1834 el regent Pere, duc de Bragança, en nom de Maria II de Portugal, va abolir-la en el context de supressió d'ordes. Fou restaurada en 1894 pel cap de govern Hintze Ribeiro, però només com a orde honorífic amb el nom d'Orde Militar d'Avís, per a condecorar personalitats militars per haver tingut una actuació rellevant. Novament suprimida en 1910, tornà a restaurar-se en 1918 com a orde honorífic.